# Чемпионат Беларуси по футболу среди женщин 2023
Чемпионат Белоруссии по футболу среди женщин 2023 — 32-й розыгрыш женского чемпионата Белоруссии. В турнире, проходившем в три круга, приняли участие одиннадцать команд.
Футболистки «Динамо-БГУФК», одержав 30 побед во всех 30 матчах первенства, в 4-й раз подряд стали чемпионками Белоруссии.

## Клубы-участники
К 10 командам, участвовавшим в чемпионате 2022 года, одной из которых была женская сборная страны до 19 лет («АБФФ WU-19»), присоединилась «ДЮСШ ПолесГУ» из Пинского района.

## Турнирная таблица
| Поз | Команда            | И  | В  | Н | П  | МЗ  | МП  | РМ   | О  | Квалификация или выбывание           |
| --- | ------------------ | -- | -- | - | -- | --- | --- | ---- | -- | ------------------------------------ |
| 1   | Динамо-БГУФК       | 30 | 30 | 0 | 0  | 225 | 1   | +224 | 90 | 1-й кв. раунд Лиги чемпионов 2024/25 |
| 2   | Минск              | 30 | 27 | 0 | 3  | 210 | 12  | +198 | 81 | 1-й кв. раунд Лиги чемпионов 2024/25 |
| 3   | Белоруссия (до 19) | 30 | 16 | 8 | 6  | 93  | 36  | +57  | 56 |                                      |
| 4   | Зорка-БДУ          | 30 | 17 | 5 | 8  | 111 | 36  | +75  | 56 |                                      |
| 5   | Днепр-Могилёв      | 30 | 15 | 3 | 12 | 84  | 56  | +28  | 48 |                                      |
| 6   | Сморгонь           | 30 | 15 | 3 | 12 | 76  | 65  | +11  | 48 |                                      |
| 7   | Витебск            | 30 | 13 | 4 | 13 | 76  | 53  | +23  | 43 |                                      |
| 8   | Бобруйчанка        | 30 | 8  | 2 | 20 | 46  | 145 | −99  | 26 |                                      |
| 9   | Динамо-Брест       | 30 | 7  | 3 | 20 | 40  | 89  | −49  | 24 |                                      |
| 10  | ДЮСШ ПолесГУ       | 30 | 1  | 2 | 27 | 7   | 267 | −260 | 5  |                                      |
| 11  | Гомель             | 30 | 0  | 2 | 28 | 6   | 214 | −208 | 2  |                                      |

13.3. Команда, набравшая большее количество очков, располагается в текущей и итоговой турнирной таблице выше команды, набравшей меньшее количество очков.
13.4. В случае равенства очков у двух или более команд места команд в турнирной таблице чемпионата определяются:
− по результатам игр между собой (число очков, разность забитых и пропущенных мячей, число забитых мячей);
− по большему числу побед во всех матчах чемпионата;
− по лучшей разности забитых и пропущенных мячей во всех матчах чемпионата;
− по большему числу забитых мячей во всех матчах чемпионата.
13.5. При определении первого места при равенстве очков у двух и более команд высшей лиги назначается дополнительный матч или турнир в один круг между этими командами.

Время, место и условия проведения этого матча (турнира) определяются решением бюро Исполкома АБФФ на основании предложений ДПС.

Для остальных команд при абсолютном равенстве всех указанных показателей места в итоговой турнирной таблице определяются жребием.

Время, место и порядок проведения жребия определяет ДПС.

1. 1 2  Игры между собой: Белоруссия (до 19) 7 очков, Зорка-БДУ 1 очко.
2. 1 2  Игры между собой: Днепр-Могилёв 6 очков, Сморгонь 3 очка.

## Статистика

### Бомбардиры
| Место | Игрок               | Клуб         | Голы |
| ----- | ------------------- | ------------ | ---- |
| 1     | Мелана Суровцева    | Минск        | 59   |
| 2     | Анастасия Шуппо     | Динамо-БГУФК | 29   |
| 3     | Анна Пилипенко      | Динамо-БГУФК | 25   |
| 4     | Анастасия Шлапакова | Динамо-БГУФК | 22   |
| 4     | Яна Артишевская     | Динамо-БГУФК | 22   |
| 4     | Ольга Капыша        | Динамо-БГУФК | 22   |
| 4     | Юлия Дубень         | Бобруйчанка  | 22   |